# Villar-en-Val
Villar-en-Val (okzitanisch Le Vilar en Val) ist eine französische Gemeinde mit 23 Einwohnern (Stand 1. Januar 2022) im Département Aude in der Region Okzitanien. Sie gehört zum Arrondissement Carcassonne und zum Kanton La Montagne d’Alaric.

## Nachbargemeinden
Nachbargemeinden von Villar-en-Val sind Arquettes-en-Val im Norden, Labastide-en-Val im Südosten, Clermont-sur-Lauquet im Südwesten und Fajac-en-Val im Westen.

## Bevölkerungsentwicklung
| Jahr      | 1962 | 1968 | 1975 | 1982 | 1990 | 1999 | 2013 |
| Einwohner | 38   | 29   | 23   | 26   | 25   | 30   | 28   |

## Sehenswürdigkeiten
- Kirche Saint-Paul (Monument historique)